# Amtshaftungsklage
Im Rahmen einer Amtshaftungsklage wird in Österreich das Bestehen oder Nichtbestehen eines rechtswidrig und schuldhaft zugefügten Schadens durch eine Handlung oder Unterlassung in Vollziehung der Gesetze (Artikel 23 Abs. 1 B-VG) durch ordentliche Gerichte (Zivilgerichte) beurteilt (§ 1 Abs. 1 AHG).
In diesem Zusammenhang üben ordentliche Gerichte auch eine indirekte Kontrollkompetenz gegenüber der Exekutive (Verwaltung) aus und ist dies eine gewollte Durchbrechung des gewaltenteilenden Prinzips und eine Form von Checks and Balances.

## Amtshaftungsgesetz
Die in Artikel 23 Abs. 4 B-VG genannten näheren Bestimmungen zu den Abs. 1 bis 3 des Artikels 23 B-VG wurden im Amtshaftungsgesetz ausgeführt. Dieses Amtshaftungsgesetz wurde in den letzten 70 Jahren zwölfmal novelliert, davon neunmal ab 1974 (Stand 2021). Das AHG umfasst 17 Paragraphen, von denen wiederum sieben der eigentlichen Haftpflicht gewidmet sind.

## Grundsätzliches zur Verantwortlichkeit von Organen in Österreich
Bei der Verantwortlichkeit von Organen in Österreich wird unterscheiden in (Übersicht):
- Rechtliche Verantwortlichkeit, die durch ein schuldhaftes, pflichtwidriges Verhalten ausgelöst wird und nach rechtlichen Kriterien beurteilt wird.
- Politische Verantwortlichkeit, welche vor allem Spitzenorgane der Verwaltung trifft mit zeitlich beschränkter Funktionsdauer, wie z. B. die Mitglieder der Bundesregierung, des Nationalrates oder des Bundesrates (Artikel 52, 53 iVm 74 B-VG), Mitglieder des Landesregierungen, die dem Landtag verantwortlich sind oder Mitglieder des Gemeindevorstandes/Stadtsenates, die dem Gemeinderat verantwortlich sind (Artikel 118 Abs. 5 B-VG).
- Disziplinäre Verantwortlichkeit eines Mitarbeiters in Bund, Land oder Gemeinde bzw. Gemeindeverbänden gegenüber dem Dienstgeber.
- Staatsrechtliche Verantwortlichkeit von Organen in obersten Bundes- oder Landesverwaltungen, die nach Artikel 142 B-VG vor dem Verfassungsgerichtshof abgehandelt werden.
- Strafrechtliche Verantwortlichkeit aus der Verletzung der Amtspflicht (z. B. §§ 302 bis 315 StGB).
- Zivilrechtliche Verantwortlichkeit aus der Verletzung der Amtspflicht (z. B. bei Vertragsbediensteten).

Muss ein Hoheitsträger für das Handeln eines Organs einstehen, kann er wiederum beim Organ im Rahmen einer Organhaftpflichtklage die Aufwendungen (eingeschränkt) geltend machen.

## Haftungssubjekt
Einrichtungen (Rechtsträger), welche einem Geschädigten nach § 1 Abs. 1 AHG nach den Bestimmungen des bürgerlichen Rechts haften sind: Bund, die Bundesländer, die Gemeinden, sonstige Körperschaften des öffentlichen Rechts und die Träger der Sozialversicherung und nach Artikel 23 Abs. 1 B-VG auch Anstalten öffentlichen Rechts.
Vor Erhebung der Amtshaftungsklage hat der Geschädigte den Rechtsträger zur Anerkennung des Schadens aufzufordern (§ 8 AHG). Unterlässt er dies, kann er zur Tragung der dadurch entstandenen Mehrkosten im Verfahren verpflichtet werden (§ 8 Abs. 2 AHG).

## Organe (Amtswalter)
Nach § 1 Abs. 1 und § 9 Abs. 5 AHG haftet das schädigende Organ (Amtswalter) der Gerichtsbarkeit oder Hoheitsverwaltung dem Geschädigten nicht. Ansprüche sind daher in der Amtshaftungsklage immer gegen den Rechtsträger zu richten, für den die handelnde natürliche Person rechtswidrig und schuldhaft tätig geworden ist. Es können daher Schäden, die durch Tiere, Maschinen, Künstliche Intelligenz etc. entstanden sind, nicht im Rahmen der Amtshaftung geltend gemacht werden.
Ob ein Organ/Amtswalter gewählt, ernannt, bestellt ist, ob dies auf Grundlage von öffentlichem Recht oder Privatrecht ist für die Haftung grundsätzlich nicht erheblich. Die Zurechnung zum Rechtsträger erfolgt nach funktionellen Gesichtspunkten (§ 1 Abs. 2 AHG). Daher haftet z. B. der Bund für das Verhalten von Landesbediensteten, welche in der mittelbaren Bundesverwaltung tätig sind.
Das oder die Organe, für deren Handlung oder Unterlassung ein Rechtsträger zum Ersatz verpflichtet werden soll und wenn es wahrscheinlich ist, dass gegenüber dem Organ ein Rückersatzanspruch (Regress) geltend gemacht werden kann, müssen in das Amtshaftungsverfahren eingebunden werden (Streitverkündigung nach § 21 ZPO, Nebenintervention nach § 17 ZPO).

## Organverhalten
Das schädigende Organverhalten kann in einem Handeln (Tun) oder Unterlassen bestehen. Zur Geltendmachung von Ansprüchen muss dem Gericht nicht ein bestimmtes Organ genannt werden, es reicht der Beweis, dass der Schaden nur durch die Rechtsverletzung eines Organes des beklagten Rechtsträgers entstanden sein konnte (§ 2 Abs. 1 AHG).

### In Vollziehung von Gesetzen
Eine Grundvoraussetzung für die Amtshaftungsklage ist, dass das Handeln oder Unterlassen in Vollziehung der Gesetze erfolgt ist. Die Handlung oder Unterlassung muss daher im Rahmen der Gerichtsbarkeit oder der Hoheitsverwaltung erfolgt sein. Die Abgrenzung zwischen Hoheitsverwaltung und Nicht-Hoheitsverwaltung ist in der Praxis teilweise sehr schwierig.
Wurde hingegen eine Handlung oder Unterlassung im Rahmen der nicht-hoheitlichen Verwaltung vorgenommen, so finden die allgemeinen Regeln zur Schadenshaftung Anwendung (z. B. §§ 1295 ff ABGB). Beispiel: Polizist vergewaltig in seiner Freizeit eine Person. Dies findet nicht im Rahmen der  hoheitlichen Verwaltung statt und ist daher in Bezug auf einen Schadenersatz nach den Bestimmungen des allgemeinen Schadenersatzrechtes zu beurteilen. Hingegen: Polizist foltert im Rahmen eines grundsätzlich genehmigten und zulässigen Polizeieinsatzes rechtswidrig und schuldhaft einen Teilnehmer einer Demonstration, hier sind die Regeln der Amtshaftung heranzuziehen.
Ebenso ist die Haftung für Fehlverhalten im Rahmen der Gesetzgebung (Legislative) ausgeschlossen, soweit diese nicht in Vollziehung der Gesetze erfolgt.

### Rechtswidrigkeit
Damit die Amtshaftung eintreten kann, muss ein rechtswidriges Verhalten vorliegen. Ein solches liegt vor, wenn gegen die Rechtsordnung in relevanter Weise verstoßen wurde (siehe Rechtswidrigkeit).

### Schuldhaftes Verhalten
Das Verhalten muss auch schuldhaft sein. Dies bedeutet, das schädigende Verhalten muss der schädigenden Person zurechenbar sein und diese muss zumindest mit leichter Fahrlässigkeit gehandelt haben.

### Schaden
Um eine Amtshaftungsklage einbringen zu können, muss ein konkreter Schaden an einem Vermögen oder einer Person entstanden sein oder auch (eingeschränkt) ein immaterieller Schaden. Der Schaden ist nur in Geld zu ersetzen (§ 1 Abs. 1 AHG).

## Ausnahmen und Unionsrecht
Der Ersatzanspruch besteht jedoch nicht, wenn der Geschädigte den Schaden durch Rechtsmittel oder durch Beschwerde beim Verwaltungsgericht und Revision beim Verwaltungsgerichtshof hätte abwenden können (§ 2 Abs. 2 AHG). Dies wird als Subsidiarität des Amtshaftungsrechts bezeichnet.
Ebenso besteht ein Ersatzanspruch für rein nationale Handlungen oder Unterlassungen grundsätzlich nicht aus einem Erkenntnis/Urteil des Verfassungsgerichtshofes, des Obersten Gerichtshofes und des Verwaltungsgerichtshofes (§ 2 Abs. 3 AHG). Sehr wohl aber bei Verletzung z. B. von EU-Recht durch Erkenntnis des Verfassungsgerichtshofes, des Obersten Gerichtshofes und des Verwaltungsgerichtshofes. Dieser unionsrechtliche Amtshaftungsanspruch wurde durch den Europäischen Gerichtshof bereits in der Francovich-Entscheidung 1991 herausgearbeitet und in nachfolgenden Entscheidungen bestätigt und weiterentwickelt. Dieser unionsrechtliche Amtshaftungsanspruch ist auch gerade auf die Höchstgerichte in Österreich anzuwenden, wenn jemand dadurch einen Schaden erleidet, dass ein Unionsmitgliedsstaat gegen Unionsrecht verstößt, wenn sich z. B ein Höchstgericht weigert, einen Rechtsfall dem EuGH zur Vorabentscheidung vorzulegen.

## Amtshaftungsklage und Privatpersonen
Hoheitsträger können auch für Privatpersonen, soweit sie von ihnen zu bestimmten Tätigkeiten herangezogen wurden, im Rahmen einer Amtshaftungsklage zivilrechtlich zur Verantwortung gezogen werden (Artikel 23 Abs. 1 B-VG). So z. B.: Feldhüter Forstaufsichtsorgane, Jagdaufsichtsorgane, Fischereiaufsichtsorgane, Naturschutzaufsichtsorgane (auch „Ranger“ genannt), Organe der Bergwacht, Gewässeraufsichtsorgane, Straßenaufsichtorgane, Umweltschutzorgane, Pistenwächter, soweit sie unmittelbare Befehls- und Zwangsgewalt haben (z. B. Wegweiserecht, Anhalterecht etc.) oder vom Gericht bestellte Sachverständige, Sachverständige nach § 57a KFG, Prüfer an Universitäten (soweit keine Beamten), Notare, Ziviltechniker, Schülerlotsen (strittig), Zähl- und Kontrollorgane bei behördlichen Erhebungen, Bewährungshelfer, gerichtlich bestellte Erwachsenenvertreter etc. Die Grenze ist dabei fließend und von der Situation abhängig. Dies auch dann, wenn eine solche Person nur in einem Einzelfall herangezogen wird.

## Verjährung
Die Ersatzansprüche verjähren grundsätzlich nach drei Jahren nach Ablauf des Tages, an dem der Schaden dem Geschädigten bekanntgeworden ist, keinesfalls aber vor einem Jahr nach Rechtskraft einer rechtsverletzenden Entscheidung oder Verfügung. Es gilt bei bestimmten Umständen weitere Fristen zu beachten (§ 6 AHG).

## Gerichtszuständigkeit
Für die Amtshaftungsklage ist ausschließlich das Landesgericht in erster Instanz örtlich zuständig, in dessen Sprengel die Rechtsverletzung begangen wurde (§ 9 Abs. 1 AHG).

## Völkerrechtliche Sanktion – Gegenrecht
In Bezug auf das Amtshaftungsrecht gilt grundsätzlich, dass diese Ersatzansprüche unabhängig von der Staatsbürgerschaft oder einem Wohnsitz in Österreich oder der Europäischen Union oder im Europäischen Wirtschaftsraum (EWR) geltend gemacht werden können. Werden jedoch von einem Drittstaat, der kein Mitgliedstaat des EWR ist, gegenüber Unionsbürgern Ersatzansprüche im Sinne des AHG überhaupt nicht oder nicht unter den gleichen Bedingungen gewährt (Gegenrecht), wie den eigenen Staatsangehörige, kann die österreichische Bundesregierung durch Verordnung festlegen, dass den Angehörigen des betreffenden Staates Ansprüche auf Grund dieses Bundesgesetzes nicht zustehen.